# Oliva (chi ốc biển)
Oliva là một chi ốc biển từ trung bình tới lớn, là động vật thân mềm chân bụng sống ở biển trong họ Olividae, họ ốc gạo hoa.

## Các loài
Các loài thuộc chi Oliva bao gồm:
phân chi Acutoliva
- Oliva duclosi Reeve, 1850 năm 1843-65
- Oliva lentiginosa Reeve, 1850 năm 1843-65
- Oliva panniculata Duclos, 1835 in 1835-40
- Oliva williamsi Melvill & Standen, 1897

phân chi Annulatoliva
- Oliva aniomina Duclos, 1835 in 1835-40
- Oliva annulata (Gmelin, 1791)

phân chi Cariboliva
- Oliva scripta Lamarck, 1811 năm 1810-11

phân chi Carmione
- Oliva bulbiformis Duclos, 1835 in 1835-40
- Oliva bulbosa (Röding, 1798)
- Oliva carneola (Gmelin, 1791)
- Oliva funebralis Lamarck, 1811 năm 1810-11
- Oliva volvaroides Duclos, 1835 in 1835-40

phân chi Miniaceoliva
- Oliva caerulea (Röding, 1798)
- Oliva hirasei Kira, 1959
- Oliva irisans Lamarck, 1811 năm 1810-11
- Oliva miniacea (Röding, 1798)
- Oliva sericea (Röding, 1798)
- Oliva tremulina Lamarck, 1811 năm 1810-11

phân chi Multiplicoliva
- Oliva multiplicata Reeve, 1850 năm 1843-65

phân chi Musteloliva
- Oliva concavospira Sowerby III, 1914
- Oliva mustelina inornata Marrat, 1871 năm 1870-71
- Oliva mustelina mustelina Lamarck, 1811 năm 1810-11

phân chi Neocylindrus
- Oliva guttata Fischer von Waldheim, 1807

phân chi Oliva
- Oliva oliva (Linnaeus, 1758)

phân chi Omogymna
- Oliva paxillus Reeve, 1850 năm 1843-65
- Oliva sandwicensis Pease, 1860

phân chi Rufoliva
- Oliva rufula rufula Duclos, 1835
  - Oliva rufula tectiphora Petuch & Sargent, 1986

phân chi Viduoliva
- Oliva elegans Lamarck, 1811 năm 1810-11
- Oliva hemiltona Duclos, 1835
- Oliva reticulata (Röding, 1798)
- Oliva tricolor Lamarck, 1811 năm 1810-11
- Oliva vidua (Röding, 1798)

subgenus ?
- Oliva amethystina (Röding, 1798)
- Oliva atalina Duclos, 1835
- Oliva athenia Duclos, 1840
- Oliva australis Duclos, 1835
- Oliva avellana Lamarck, 1811
- Oliva baileyi Petuch, 1979
- Oliva bifasciata Kuster, 1878
- Oliva bollingi Clench, 1937
- Oliva brettinghami Bridgman, 1909
- Oliva buelowi Sowerby, 1890
- Oliva candida Lamarck, 1811
- Oliva caroliniana Duclos, 1833
- Oliva chrysoplecta Tursch & Greifeneder, 1989
- Oliva crassa Mörch, 1852
- Oliva dactyliola Duclos, 1840
- Oliva dealbata Röding, 1798
- Oliva dubia Schepman, 1904
- Oliva egira Duclos, 1844
- Oliva emeliodina Duclos, 1845
- Oliva faba Marrat, 1867
- Oliva fenestrata Röding, 1798
- Oliva fijiana
- Oliva flammulata Lamarck, 1811
- Oliva glandiformis Lamarck, 1811
- Oliva hepatica Lamarck, 1811
- Oliva hilli Petuch & Sargent, 1986
- Oliva ispida Röding, 1798
- Oliva jaspidea Duclos, 1835
- Oliva jayana Ducros, 1857
- Oliva keeni Marrat, 1870
- Oliva labradoriensis Röding, 1798
- Oliva lacanientai Greifeneder & Blöcher, 1985
- Oliva lecoquiana Ducros de St. Germain, 1857
- Oliva leonardhilli Petuch & Sargent, 1986
- Oliva leucostoma Duclos, 1835
- Oliva maculata Duclos, 1840
- Oliva mantichora Duclos, 1840
- Oliva mascarena Tursch & Greifeneder, 1996
- Oliva mica Röding, 1798
- Oliva mucronata Marrat, 1871
- Oliva natalia Duclos, 1845
- Oliva nitidula Duclos, 1835
- Oliva obtusaria Lamarck, 1822
- Oliva ornata Marrat, 1867
- Oliva othonia Duclos, 1845
- Oliva ouini Kantor & Tursch, 1998
- Oliva ozodona Duclos, 1835
- Oliva pacifica Marrat, 1870
- Oliva parkinsoni Prior, 1975
- Oliva peruviana Lamarck, 1811
- Oliva pica Lamarck, 1811
- Oliva picta Reeve, 1850
- Oliva ponderosa Duclos, 1840
- Oliva reticularis Lamarck, 1810 Netted olive
- Oliva richerti Kay, 1979
- Oliva rubrolabiata Fischer, 1903
- Oliva ruffina Röding, 1798
- Oliva rufofulgurata Schepman, 1904
- Oliva rufula Duclos, 1840
- Oliva sayana Ravenel, 1834 Lettered olive
- Oliva semmelinki Schepman, 1891
- Oliva sidelia Duclos, 1835
- Oliva tessellata Lamarck, 1811
- Oliva tigridella Duclos, 1835
- Oliva tigrina Lamarck, 1811
- Oliva todosina Duclos, 1840
- Oliva umbrosa (Röding, 1798)
- Oliva valentina Duclos, 1845
- Oliva variabilis (Gray, 1858)
- Oliva variegata Röding, 1798
- Oliva vicdani da Motta, 1982
- Oliva vicweei Recourt, 1989
- Oliva vidua (Röding, 1798)
- Oliva viridescens Mörch, 1852
- Oliva xenos Petuch & Sargent, 1986
- Oliva zeilanica Lamarck, 1822

## Hình ảnh

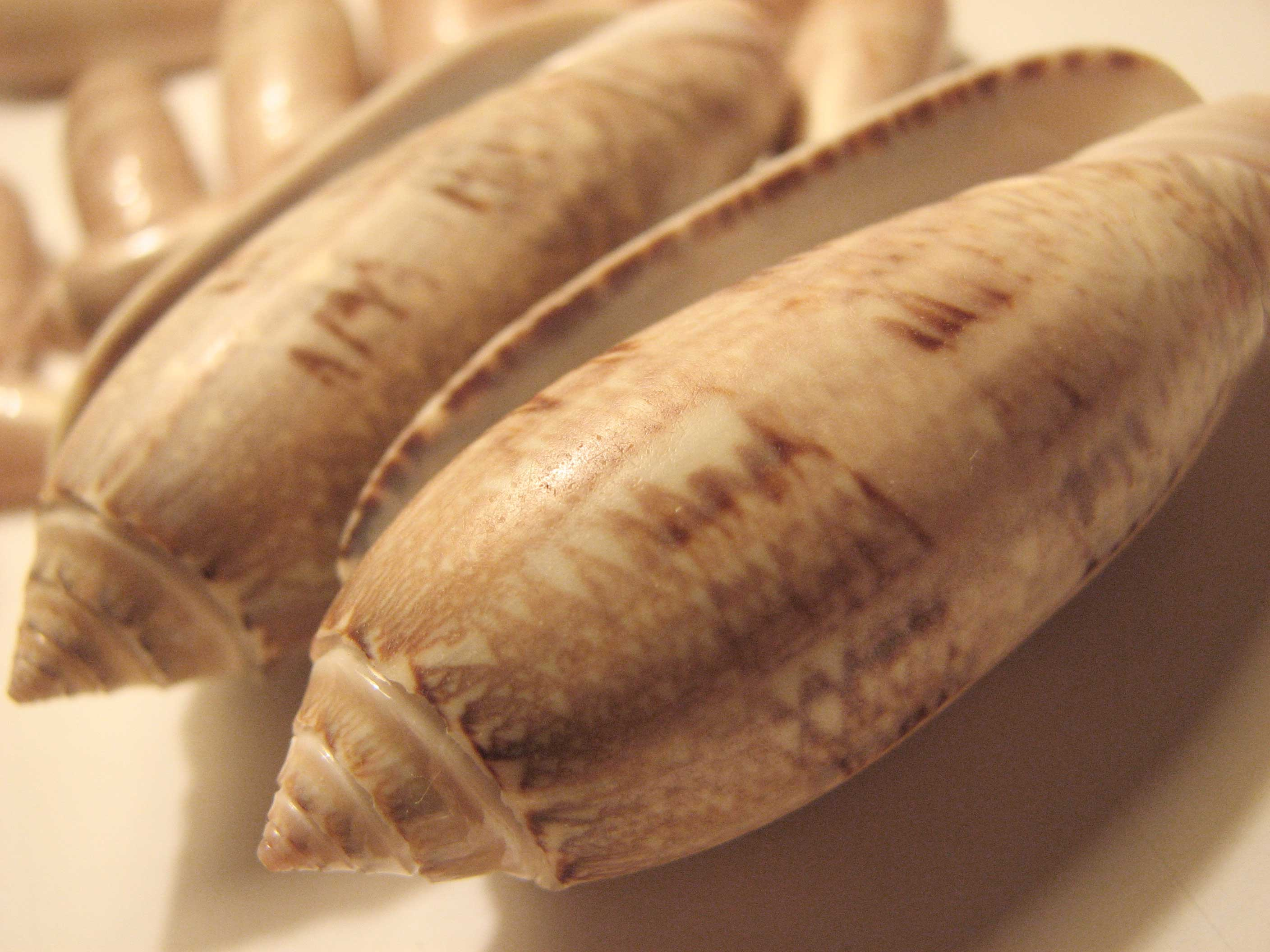
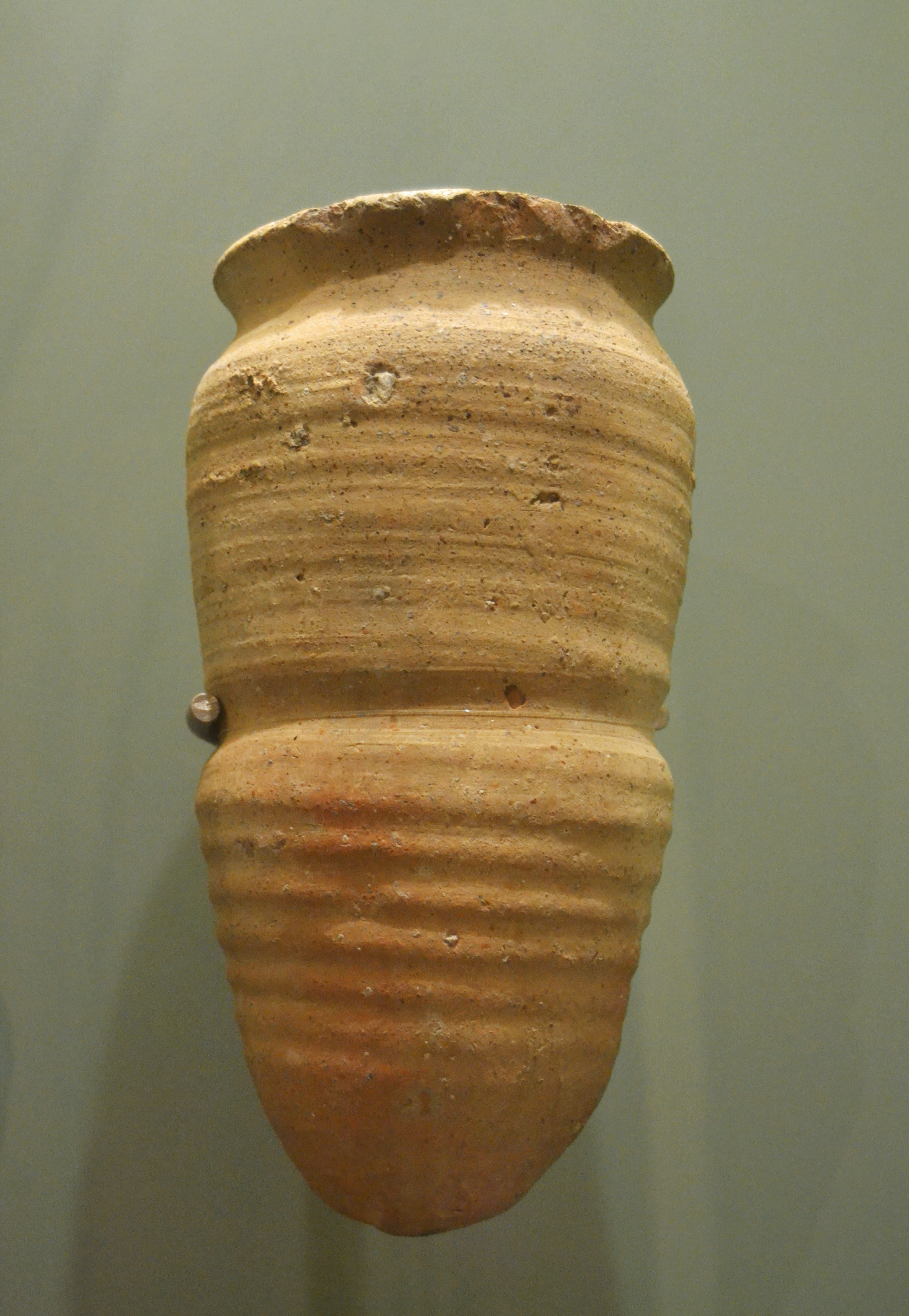